# Bondarskij rajon
Il Bondarskij rajon (in russo Бондарский район?) è un rajon dell'Oblast' di Tambov, nella Russia europea; il capoluogo è Bondari. Istituito nel 1928, ricopre una superficie di 1.270 chilometri quadrati e consta di una popolazione di circa 13.000 abitanti.